# Вонкок (станция метро)
Вонкок? (иер. 旺角站, кант.-рус. Вонкок чам, кит.-рус. Ванцзяо чжань; англ. Mong Kok Station) — станция линий Куньтхон и Чхюньвань Гонконгского метрополитена. Открыта 31 декабря 1979 года.
Станция «Вонкок» расположена подземно в округе Яучимвон. Вместе с соседней станцией «Принс-Эдвард» станция формирует систему мультикросс-платформенной пересадки (так же как и станции «Яутхон» и «Тхиукинлэн»).
Обе части станции выполнены в виде островных платформ. На станции установлены платформенные раздвижные двери.

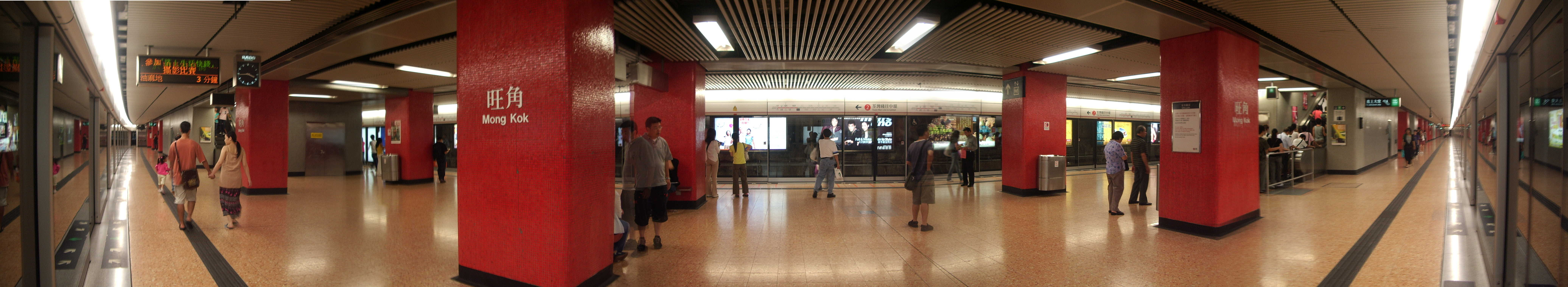
платформа станции Вонкок.